# 第36屆威尼斯國際影展
第36届年度威尼斯國際影展於1979年8月24日至9月5日舉辦。該屆並沒有評審團，因為從1969至1979年的影展並沒有競賽。

## 首映電影
| 中文片名               | 原文片名                            | 導演                 | 製作國     |
| ---------------------- | ----------------------------------- | -------------------- | ---------- |
| 《舍努阿山婦女的努巴》 | La Nouba des femmes du mont Chenoua | 阿西亚·德耶巴        | 阿尔及利亚 |
| 《山口》               | Le passe-montagne                   | 让-弗朗索瓦·斯泰弗南 | 法國       |
| 《秋天的馬拉松》       | Осенний марафон                     | 格奧爾基·達涅利亞    | 苏联       |
| 《絞殺》               | 絞殺                                | 新藤兼人             | 日本       |
| 《圣徒杰克》           | Saint Jack                          | 彼得·博格丹諾維奇    | 美国       |

## 獎項
- 費比西獎：
  - 《山口（法语：Passe montagne）》— 让-弗朗索瓦·斯泰弗南
  - 《舍努阿山婦女的努巴（法语：La Nouba des femmes du mont Chenoua）》— 阿西亚·德耶巴
- 特別提及：《老阿奈》— 尚·胡許
- 帕西內蒂獎（意大利语：Premio Pasinetti）：
  - 最佳電影：
    - 《秋天的馬拉松（俄语：Осенний марафон）》— 格奧爾基·達涅利亞
    - 《圣徒杰克（英语：Saint Jack (film)）》— 彼得·博格丹諾維奇

  - 最佳男演員：葉夫根尼·列昂諾夫 —《秋天的馬拉松（俄语：Осенний марафон）》
  - 最佳女演員：乙羽信子 —《絞殺（日语：絞殺 (映画)）》
- 彼得羅·比安奇獎：賽薩·薩瓦提尼（意大利语：Cesare Zavattini）

## 外部鏈接
- 官方网站
- IMDb1979年威尼斯影展獎項 （页面存档备份，存于）